# Maria Bofill
Maria de Cervelló Bofill i Francí (Barcelona, 6 de maig de 1937 - 30 de març de 2021) fou una ceramista catalana.
Formada a l'Escola Massana, on feu de professora des de 1965 fins que es va jubilar el 2002, Bofill va destacar amb una llarga trajectòria com a ceramista amb exposicions a tot el món i estades de recerca als principals centres d'investigació de la ceràmica internacionals. L'any 1969 va guanyar la beca de la Fundació Art Castellblach per anar a estudiar a Tòquio. Així, va fer estatges convidada com a professora investigadora a la Hammersmith College of Art and Building (Londres, Anglaterra), Sunderland Polytechnic of Art and Design (Sunderland, Anglaterra), Kyoto City University of Arts (Kyoto, Japó), Universidad Veracruzana de Xalapa (Veracruz, Mèxic), Hartwich College d'Oneonta (Nova York, EUA), Triennale de la Porcelaine (Nyon, Suïssa), Universitat de Haifa (Israel), European Ceramics Work Centre (Hertogenbosch, Holanda), Atelier de Céramique Artistique Méditerranéenne (Hammamet, Tunis) i Simpòsium Internacional de Ceràmica de Siklos (Hongria), entre d'altres. Fou premiada en diversos certàmens i la seva obra forma part de prestigioses col·leccions d'art.
En el Museu del Disseny de Barcelona es pot veure part de la seva obra, on també es conserva el seu fons documental. Alhora, Maria Bofill va ser una de les creadores presents a l'exposició Som aquí. Les dones en el disseny 1900-Avui que aquest museu va organitzar l'any 2023. També el Museu de Ceràmica de l'Alcora ha rebut i custodia una donació de sis obres seves.